# Jarno Widar
Jarno Widar, né le 13 novembre 2005 à Hasselt, est un coureur cycliste belge.

## Biographie
Chez les juniors (17/18 ans), Jarno Widar est l'un des meilleurs coureurs de sa génération. Il s'est particulièrement démarqué par son style d'attaquant. Dès sa première course internationale en 2022, il gagne le Nokere Koerse juniors à l'issue d'un sprint à trois. En mai, il est quatrième du championnat de Belgique sur route juniors. Deux mois plus tard, il remporte le Grand Prix Général Patton et termine deuxième du GP Luxembourg. Il conclut son année avec une victoire lors de la deuxième étape de La Philippe Gilbert Juniors.
En 2023, pour sa deuxième année junior, il remporte d'entrée Kuurne-Bruxelles-Kuurne juniors, avec près de deux minutes d'avance. Il gagne ensuite la dernière étape et le classement général du Tour du Bocage et de l'Ernée 53. Fin mai-début juin, il remporte coup sur coup le Tour des Flandres juniors, le  championnat de Belgique sur route juniors et la Classique des Alpes juniors. Fin août, après un abandon aux mondiaux, il continue sur sa lancée avec des victoires sur le Trofeo Emilio Paganessi et sur deux étapes du Giro della Lunigiana. En fin de saison, il remporte le général de La Philippe Gilbert Juniors grâce à son succès sur la dernière étape. 

### Lotto (depuis 2024)

#### 2024
En 2024, lorsqu'il rejoint la catégorie des espoirs (moins de 23 ans), Widar signe dans la réserve de l'équipe Lotto-Dstny. Dés sa première année dans l'équipe, il s'illustre avec des succès sur le Tour du Limbourg et le classement général de l'Alpes Isère Tour,. Il se classe également deuxième de la Ronde de l'Isard et de la Flèche ardennaise. En juin, il fait parler ses qualités de grimpeur en remportant deux étapes de montagne et le classement général du Tour d'Italie espoirs. Il devient le premier Belge et le plus jeune vainqueur de l'épreuve à 18 ans,,. En juillet, il remporte une étape et le général du Tour de la Vallée d'Aoste, autre course réputée du calendrier des moins de 23 ans. Annoncé comme le favori du Tour de l'Avenir, il se classe notamment deuxième à la Rosière puis troisième aux Karellis. Alors qu'il occupe la deuxième place du général à deux étapes de la fin, il perd plus de 35 minutes lors de celles-ci et termine loin des meilleurs. Le 27 septembre, il se classe septième des championnats du monde à Zurich dans la catégorie des moins de 23 ans.

#### 2025
Aligné au Tour des Alpes-Maritimes en février 2025, il se classe à la cinquième place de la 1re étape à Gourdon et à la septième du classement général. Le 26 mars, il termine deuxième de la 2e étape de la Semaine internationale Coppi et Bartali à Sogliano al Rubicone, battu dans un sprint à quatre par le Britannique Paul Double. Le 11 avril, il gagne la 3e étape du Circuit des Ardennes international à Saint-Marceau et termine deuxième du classement final de cette course à 6 secondes de Brady Gilmore. Le 19 avril, il gagne Liège-Bastogne-Liège espoirs dans un sprint à deux puis s'impose deux semaines plus tard sur la Flèche ardennaise à Stavelot à l'issue d'une course perturbée par de fortes pluies. Il enchaine par une victoire d'étape ainsi que le classement général de la Ronde de l'Isard. Sur le Tour d'Italie espoirs, il remporte la 3e étape et endosse le maillot rose qu'il doit céder deux jours plus tard. Lors de la 7e étape, il est victime d’une chute à 33 kilomètres de l’arrivée et termine l'étape en roue libre à près de 27 minutes du vainqueur avec une blessure au coude et de nombreuses contusions. Il est non partant le lendemain. Sur le Tour de la Vallée d'Aoste, il remporte le classement général pour la seconde fois consécutive ainsi que trois des quatre étapes dont deux en solitaire.

## Palmarès et résultats

### Par années
- 2022
  - Nokere Koerse juniors
  - Grand Prix Général Patton
  - 2e étape de La Philippe Gilbert Juniors
  - 2e du GP Luxembourg
- 2023
  -  Champion de Belgique sur route juniors
  - Kuurne-Bruxelles-Kuurne juniors
  - Tour du Bocage et de l'Ernée 53 :
    - Classement général
    - 3e étape

  - 3e étape de la Côte d’Or Classic Juniors
  - Tour des Flandres juniors
  - Classique des Alpes juniors
  - Trofeo Emilio Paganessi
  - 1re étape secteur A et B du Giro della Lunigiana
  - GP Ernest Beco
  - La Philippe Gilbert Juniors :
    - Classement général
    - 2e étape

  - 2e du Trofeo Comune di Vertova-Memorial Pietro Merelli
  - 3e du Keizer der Juniores
  - 8e du championnat d'Europe sur route juniors
- 2024
  - Tour du Limbourg
  - Classement général de l'Alpes Isère Tour
  - Tour d'Italie espoirs : 
    - Classement général
    - 3e et 6e étapes

  - Tour de la Vallée d'Aoste : 
    - Classement général
    - 4e étape

  - 2e de la Ronde de l'Isard
  - 2e de la Flèche ardennaise
  - 7e du championnat du monde sur route espoirs
- 2025
  - 3e étape du Circuit des Ardennes international
  - Liège-Bastogne-Liège espoirs
  - Flèche ardennaise
  - Ronde de l'Isard : 
    - Classement général
    - 2e étape

  - 3e étape du Tour d'Italie espoirs
  - Tour de la Vallée d'Aoste : 
    - Classement général
    - 3e, 4e et 5e étapes

  - 2e du Circuit des Ardennes international

### Classements mondiaux
| Année                                 | 2024 |
| ------------------------------------- | ---- |
| Classement mondial                    | 331e |
|                                       |      |
| Légende : nc = non classéSource : UCI |      |

## Distinctions
- Vélo de cristal du meilleur jeune en 2024
- Meilleur espoir belge au Trophée Flandrien de 2024